# Luzjady
Luzjady (port. Os Lusíadas) – portugalski epos narodowy, autorstwa Luísa Vaz de Camõesa, opublikowany w 1572 roku. Utwór opowiada o wyprawie Vasco da Gamy, która odbyła się w latach 1497–1499 i przyniosła odkrycie drogi morskiej do Indii. Tytuł utworu (Os Lusĭadas) odnosi się do antycznego plemienia Luzytan, którego nazwa była ówcześnie traktowana jako synonim Portugalczyków i wskazuje na to, że właściwym bohaterem eposu był cały naród.

## Okoliczności powstania i publikacji
Większość poematu mogła powstać przypuszczalnie w czasie pobytu Luísa de Camõesa w Chinach w latach 1558-1560. Rękopis nieomal zatonął w czasie podróży autora do Goi w 1560 roku – jego statek zatonął podczas przeprawy przez Morze Południowochińskie, z katastrofy ocaleli nieliczni, w tym Camões. Według legendy pisarz miał ocalić rękopis Luzjad dzięki temu, że przez całą drogę do brzegu utrzymywał go nad wodą w jednej ręce (ta legenda stała się podstawą licznych przedstawień rysunkowych i malarskich). Starania o wydanie utworu pisarz rozpoczął w 1569 roku, kiedy powrócił do Lizbony. W zamiarze tym pomagał mu znacznie jego mecenas Diogo do Couto. Pozwolenie na druk poeta otrzymał w 1572 roku, po wcześniejszych rozmowach z przedstawicielem inkwizycji, domagającym się wprowadzenia pewnych zmian do eposu. W nagrodę za Luzjady król Sebastian I przyznał poecie roczną pensję.
Utwór został opublikowany w 1572 roku w dwóch wydaniach. Jedno z nich miało na okładce rysunek przedstawiający pelikana, którego dziób skierowany jest w prawą stronę, drugie, będące prawdopodobnie wydaniem nielegalnym lub legalnym, ale poszerzonym, ozdobione było rysunkiem pelikana z dziobem zwróconym w lewo.

## Zarys treści

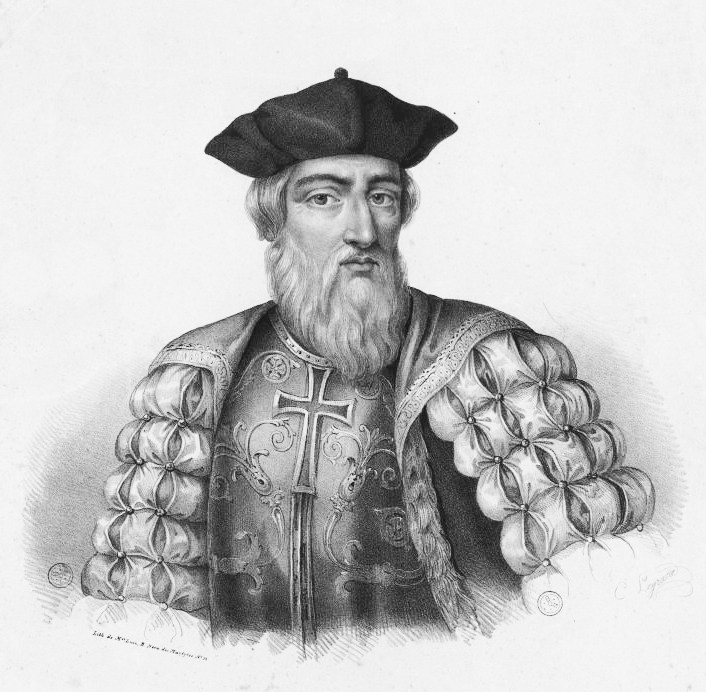
Charles Legrand, portret Vasca da Gamy

Epos opowiada o ekspedycji Vasco da Gamy i poszukiwaniu drogi morskiej do Indii. Rozpoczyna się prologiem i inwokacją do nimf oraz dedykacją dla Sebastiana I.

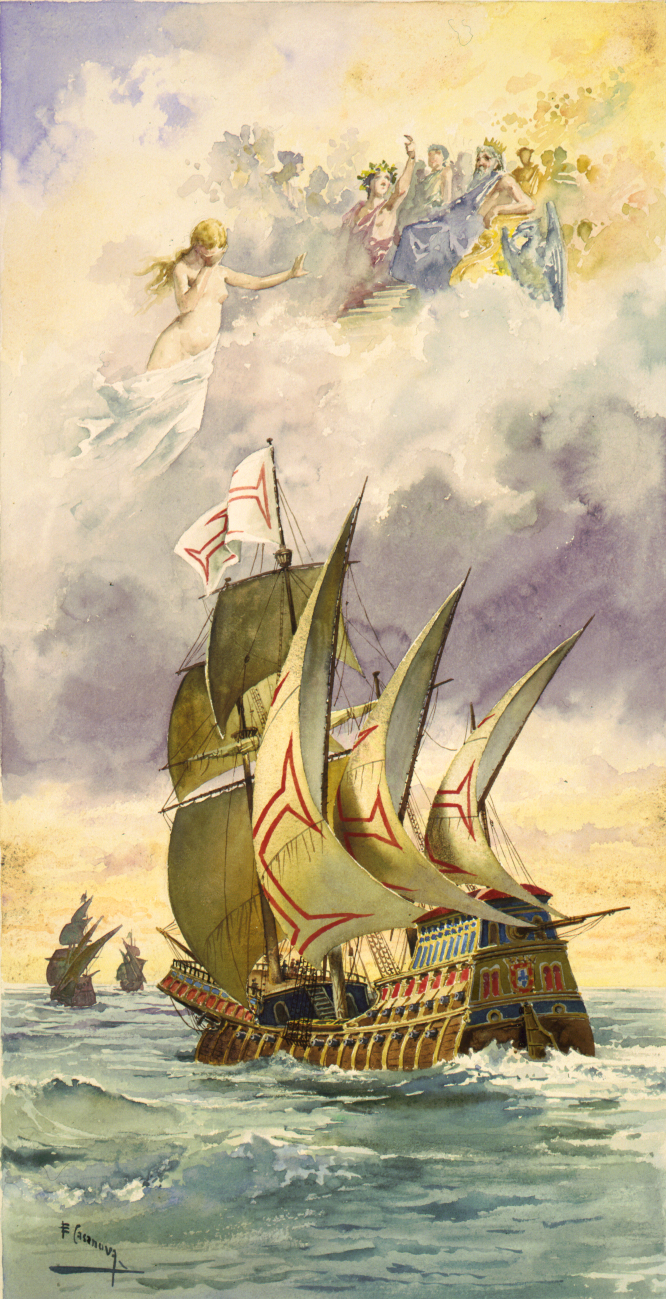
Symboliczne przedstawienie opieki bogini Wenus nad wyprawą Vasca da Gamy

Bogowie zbierają się, aby porozmawiać o losach prowadzonej przez Vasco da Gamę ekspedycji. Popierają ją Wenus i Mars, sprzeciwia się jej natomiast Bachus, który obawia się, że powodzenie wyprawy zagrozi jego władzy nad Indiami. Bachus stawia więc na drodze portugalskich podróżników liczne niebezpieczeństwa, których udaje im się uniknąć dzięki pomocy i opiece Wenus i Opatrzności. Wyprawa dociera do Mombasy, gdzie miejscowy władca próbuje ich zwabić w zasadzkę, z której ponownie ratuje ich przychylna bogini. Następnie żeglarze docierają do Malindi, gdzie Vasco da Gama opowiada tamtejszemu królowi historię Portugalii. Wyprawa wyrusza dalej do Kalikutu, po drodze unikając burzy zesłanej przez Bachusa. W Kalikucie spotykają się z królem Samorionem i zarządcą Katualem. Temu ostatniemu Vasco da Gama opowiada o bohaterskich czynach ważnych Portugalczyków, których portrety ozdabiają portugalski statek. Katual, dowiedziawszy się, że miejscowi wróżbici przepowiedzieli, że Portugalczycy staną się władcami Indii, więzi Vasco da Gamę i uwalnia go dopiero otrzymawszy okup. Następnie Wenus zabiera Portugalczyków na Wyspę Miłości, gdzie poddają się oni czułej opiece nimf. Jeden z żeglarzy żeni się tam z Tetydą, a Vasco da Gama poznaje przepowiednię dotyczącą świetności swojego kraju. Bogowie przyznają bohaterskim żeglarzom prawo do nieśmiertelności. Tak odznaczeni, Portugalczycy wracają do ojczyzny.
Utwór kończy się wezwaniem do króla o odzyskanie Maroka.
| Ou fazendo que, mais que a de Medusa, A vista vossa tema o monte Atlante, Ou rompendo nos campos de Ampelusa Os muros de Marrocos e Trudante, A minha já estimada e leda Musa Fico que em todo o mundo de vós cante, De sorte que Alexandro em vós se veja, Sem à dita de Aquiles ter enveja. | Jako na widok potwornéj Meduzy Niech drżą przed tobą gór Atlasu skały, Zbijaj zastępy w polach Ampeluzy, Krusz w Tarudancie i w Marokko wały; A głos szczęśliwej z twych względów méj Muzy Hymnem twéj sławy zabrzmi na świat cały: Nad Macedonów szczęsny bohatera Achilesowi nie zajrzysz Homera. |

## Forma utworu
Luzjady składają się z dziesięciu pieśni, pisanych 10-zgłoskowcem, ujętym w oktawy (abababcc). Autor posługiwał się wyszukanymi porównaniami i licznymi onomatopejami. Epos jest też silnie muzykalny; efekt ten poeta osiągnął poprzez nasilanie i osłabianie samogłosek. Reprezentatywna dla wersyfikacji utworu jest jego pierwsza zwrotka, zawierająca typową dla eposów formułę:
| Oryginalny portugalski dziesięciozgłoskowiec | Polski jedenastozgłoskowiec w przekładzie Z. Trzeszczkowskiej |
| --- | --- |
| As armas e os barões assinalados, Que da ocidental praia Lusitana, Por mares nunca de antes navegados, Passaram ainda além da Taprobana, Em perigos e guerras esforçados, Mais do que prometia a força humana, E entre gente remota edificaram Novo Reino, que tanto sublimaram; | Boje opiewam i tych mężów chwały, Co z luzytańskich zachodnich wybrzeży, Na nieznajomych mórz biegli kryształy, Gdzie się nad fale Taprobana jeży, I niebezpieczeństw zwalczali nawały, Jak na niezłomnych przystało rycerzy, Aż nowe państwo wznieśli sławnym trudem Śród obcych ludów męstwa swego cudem, — |

## Dwa plany świata przedstawionego
Akcja utworu rozgrywa się na dwóch planach, mitologicznym i historycznym: 
- plan mitologiczny – obejmuje działania antycznych bogów, wpływające na losy wyprawy. Został wpleciony w akcję, aby zaznaczyć, że dokonania portugalskich bohaterów przewyższają te, które były dziełem herosów starożytnych – Eneasza czy Odyseusza[15]. Bogowie antyczni zostali przedstawieni nie jako istoty nadprzyrodzone, ale jako ludzie, którzy bohaterstwem zdobyli nieśmiertelną sławę i zyskali ubóstwienie; również portugalscy żeglarze mają dzięki swej wyprawie stać się równi bogom[12]. Ponadto wątki mitologiczne splatają się w Luzjadach z cudownością chrześcijańską. Tworząc plan mitologiczny poeta inspirował się Enneadą Sabellicusa[16].
- plan historyczny – obejmuje opowieść o pochodzeniu, historii i czynach narodu portugalskiego. Na opowieść składa się kilka warstw – historia dawna (m.in. morderstwo Inês de Castro), wyprawa Vasco da Gamy, wydarzenia po 1499 (m.in. umacnianie władzy portugalskiej w Indiach) oraz przepowiednia Wenus, dotycząca przyszłej wielkości Portugalii[17].

Luzjady zawierają liczne szczegóły geograficzne i dotyczące podróży morskich. Wiedzę autor czerpał częściowo z własnego doświadczenia (był żeglarzem i podróżnikiem), a częściowo z bogatej literatury portugalskiej, dotyczącej tematów podróżniczych, m.in. z Dziennika żeglugi Vasco da Gamy, dzieł Fernão Lopesa i Gaspara Correia.

## Wpływ
Luzjady zapoczątkowały bogatą tradycję portugalskiej i brazylijskiej epiki bohaterskiej. Liczni poeci próbowali dorównać Camõesowi na polu eposu. Większość autorów posługiwała się formą przyjętą przez poetę – oktawą (oitava rima), choć jest ona trudna w praktycznej realizacji i wymaga dużej dyscypliny. Na Luzjadach były częściowo wzorowane Konetabl Portugalii, Dom Nuno Álvares Pereira Francisca Rodriguesa Loba (1610), Afonso Africano Vasca Mouzinho de Quevedo (1611), Zdobycie Malakki Francisca de Sá de Meneses (1634), Ulisseja, czyli założenie Lizbony Gabriela Pereiry de Castry (1636), Ulissipo Antónia de Sousa de Macedo (1640), Wiriatus Tragiczny Brása Garcii de Mascarenhasa (wyd. 1699) i Caramuru brazylijczyka Santa Rita Durão (1781). Żadne z tych dzieł nie zostało jednak przełożone na język polski.

## Przekłady na język polski
Pierwszy przekład Luzjad na język polski powstał w 1790 roku; jego autorem był Jacek Idzi Przybylski, który opatrzył utwór ponadto przypisami i informacjami o życiorysie autora. Drugi przekład powstał w 1875 w Paryżu, jego twórcą był Dionizy Piotrowski. Tłumaczenie trzecie ukazało się w 1890 roku w Warszawie, sygnowane pseudonimem Adam M-ski, pod którym kryła się Zofia Trzeszczkowska. W roku 1995 epos, pod tytułem Luzytanie, przełożył Ireneusz Kania.